# Changes (álbum de Justin Bieber)
Changes es el quinto álbum de estudio del cantautor canadiense Justin Bieber, fue lanzado el 14 de febrero de 2020 a través de Def Jam Recordings y RBMG Records.
Changes fue precedido por dos singles: "Yummy" fue lanzado como el sencillo principal el 3 de enero de 2020, que debutó y alcanzó el número dos en el Billboard Hot 100. "Intentions" con Quavo, fue lanzado como segundo sencillo el 7 de febrero de 2020. Tras su lanzamiento, el álbum recibió críticas mixtas de los críticos, la mayoría de los cuales criticaron el contenido lírico y la falta de variación y madurez emocional, mientras que algunos se mostraron favorables a la producción y a la voz de Bieber.

## Antecedentes
En el 2019 en el Festival de Música y Artes del Valle de Coachella, Bieber se unió a la cantante estadounidense Ariana Grande en el escenario para interpretar su canción "Sorry"; luego anunció que pronto saldría un álbum. 

## Lanzamiento y promoción
El sencillo principal, "Yummy" fue lanzado el 3 de enero de 2020, y alcanzó su punto máximo entre los 10 primeros en numerosos países, debutando en el número dos de la lista Billboard Hot 100 en los Estados Unidos. Fue remezclado un mes más tarde, el 3 de febrero de 2020, con la cantante estadounidense Summer Walker. El título del álbum junto con su portada fueron revelados el 28 de enero de 2020. El anuncio fue acompañado por el lanzamiento del sencillo promocional "Get Me" con la cantante americana Kehlani. El segundo sencillo oficial, "Intentions", con el rapero americano Quavo, fue lanzado el 7 de febrero de 2020.

### Justin Bieber: Seasons
El Documental de 10 episodios, Justin Bieber: Seasons se estrenó el 27 de enero de 2020, mediante el servicio de streaming de Youtube compartiendo ideas sobre su carrera y detallando su regreso a la música después de cancelar su gira Purpose World Tour en 2017. La serie fue descrita como una mirada profunda a su proceso de creación musical.

### Changes Tour
La promoción del álbum estará acompañada del Changes Tour. La gira está programada para dar inicio el 14 de mayo de 2020 en Seattle en el CenturyLink Field.

## Recepción crítica
Changes recibió críticas mixtas de los críticos musicales. Algunos elogiaron la producción y la voz de Bieber, mientras que el contenido lírico y el tono repetitivo del álbum fueron criticados por la mayoría. En Metacritic, que asigna una calificación normalizada de 100 a las críticas de las publicaciones principales, el álbum recibió una puntuación promedio de 55, basada en quince críticas, indicando "críticas mixtas o medias".
Jon Caramanica de The New York Times, describió Changes como un "álbum de R&B tonalmente genial" que es "sinuoso, meditativo y en gran parte impresionante", complementando su "apagado" sonido de R&B.  Mikael Wood de Los Angeles Times, definió el álbum como "un conjunto discreto de tonos dulces de electro-R&B que muestra su relación con Hailey Baldwin, como un refugio del mundo cruel en el que aún no está listo para volver a entrar". Observando los ritmos de la trampa que prevalecen en el álbum, Wood comentó que "la pizca de tambores engancha su uso indica que [Bieber] está pensando en ello, al igual que los puntos de invitados de Post Malone y Travis Scott". Jeremy Helligar de Variety  escribió que Bieber "nunca sonó mejor, o más enamorado, pero el romanticismo de la habitación sin escalas no deja mucho espacio para explorar sus demonios o expresar alegría", ampliando que la voz de Bieber y la producción son "impecables", y "su alma está en el lugar correcto", pero hay "algo sin aire en el álbum, también, como que podría haber dejado la ventana abierta una rendija para dejar entrar algo de sol". Helligar comparó la cohesión sónica de Changes con la de Ariana Grande en su álbum Thank U, Next.
Courteney Larocca y Callie Ahlgrim, de Insider Inc., se mostraron favorables a la "prístina" interpretación vocal de Bieber, pero descartaron la letra "subpar", concluyendo que "Changes" es "en última instancia, un festival de siesta". Señalaron a "Habitual" como "fácilmente el mejor tema" del álbum, mientras que "All Around Me" es "decepcionante" como tema de apertura. Emma Garland de Vice, comentó: "Cada canción se construye sobre un simple gancho o un ritmo de bucle, a favor de sutiles melodías y mucha repetición, que el ritmo relajado da a su voz espacio para lucirse, pero las canciones a menudo caen en picado", con "sin tensión, sin construcción". Destacó los "arreglos formulados y las melodías errantes", que luchan "por dar en el blanco de una manera importante", como lo hizo Purpose. Roisin O'Connor de The Independent declaró que Changes "no es tanto un álbum que te irritaría hasta el punto de apagarlo. Más bien, te lava, con sus ritmos mayormente promedio y un grupo aparentemente aleatorio de características de los invitados", añadiendo que está "lleno de vagos tópicos sobre el amor de un cantante que aún no ha crecido". O'Connor concluyó que Bieber "no ha llegado tan lejos" desde los días de "Baby", ya que "varias canciones sobre su nueva esposa Hailey Baldwin don tan poco inspiradas que bien podría estar declarando su amor por un aparato electrodoméstico".
Hannah Mylrea de NME escribió que el "regreso débil" de Bieber da lugar a una colección de "un trabajo agotador y amado que carece de sustancia", que "depende excesivamente de la producción de moda y de profundas proclamaciones románticas". Añadió que es "un regreso decepcionante de un artista que tiene un historial en la creación de éxitos", ya que es "un retozo que nunca llega al clímax". David Smyth de Evening Standard  expresó su decepción por el tema del álbum, pero felicitó su producción: "De hecho, su enfoque [Bieber] es tan firme esta vez que parece que ella [Baldwin] es su única audiencia", y por lo tanto la audiencia de Bieber en su gira "va a estar abrumada por el ritmo inalterable y relajado del nuevo material, los ritmos suaves y la falta de coros memorables". Calificando el álbum con un 4.5 de 10, Jayson Greene de Pitchfork, escribió que Changes se asienta en un murmullo de media distancia, más somnoliento que salaz", añadiendo que sus canciones "son todas ángulos fríos y superficies sin fricción, desprovistas de intimidad y calor". Señaló que "casi todas las canciones de Changes se asemejan a todas las demás en cuanto a tempo, arreglo y a menudo en cuanto a letra, que pairecen proceder de los mismos 10 o 15 corazones de caramelo pastel".
Escribiendo para Clash, Nick Roseblade opinó que el principal problema de Changes es que "no es excitante ni dinámico y sufre de arrastre en los lugares", citando la "falta de variación" en el álbum, como razón. Alim Kheraj de la revista Nylon escribió que Changes "ejemplifica cuán distante y desinteresado" se ha vuelto Bieber. Declaró que el álbum emula los primeros años de la década de 2000, pero "no lo hace de forma reverencial, ni toma prestado de una paleta sónica para hacerlo nuevo de nuevo", y por lo tanto resulta en un disco "sin inspiración y confuso", añadiendo que el álbum "carece de la madurez emocional" para traducir el matrimonio de Bieber. Describió que el tratamiento de Bieber sobre el sexo en el álbum es "instantáneo, generoso, en tu cara, pero en última instancia poco realista y carente de cualquier tipo de erotismo" como pornografía. Kheraj concluyó que "la incursión equivocada de Bieber en la edad adulta y el potencial creativo sin explotar que claramente pensó que sería", es "un resultado miope del privilegio al que se ha acostumbrado como artista masculino blanco haciendo arte en América".

## Lista de canciones
Créditos adaptos desde Tidal, Google Play, y Apple Music.
| Standard edition |                                      |                |          |  |
| N.º              | Título                               | Productor(es)  | Duración |  |
| 1.               | «All Around Me»                      | Poo Bear       | 2:16     |  |
| 2.               | «Habitual»                           | Poo Bear Tainy | 2:48     |  |
| 3.               | «Come Around Me»                     | Poo Bear       | 3:20     |  |
| 4.               | «Intentions» (con Quavo)             | Poo Bear       | 3:32     |  |
| 5.               | «Yummy»                              | Poo Bear       | 3:28     |  |
| 6.               | «Available»                          | Harv           | 3:15     |  |
| 7.               | «Forever» (con Post Malone & Clever) | Harv           | 3:39     |  |
| 8.               | «Running Over» (featuring Lil Dicky) | Poo Bear       | 2:59     |  |
| 9.               | «Take It Out on Me»                  | Poo Bear       | 2:58     |  |
| 10.              | «Second Emotion» (con Travis Scott)  | Poo Bear       | 3:22     |  |
| 11.              | «Get Me» (con Kehlani)               | Boi-1da        | 3:05     |  |
| 12.              | «E.T.A.»                             | Poo Bear       | 2:56     |  |
| 13.              | «Changes»                            | Poo Bear       | 2:15     |  |
| 14.              | «Confirmation»                       | Poo Bear       | 2:50     |  |
| 15.              | «That's What Love Is»                | Poo Bear       | 2:45     |  |
| 16.              | «At Least for Now»                   | Poo Bear       | 2:29     |  |
| 47:56            |                                      |                |          |  |

| Digital, streaming and Japan bonus track |                                                   |               |          |  |
| N.º                                      | Título                                            | Productor(es) | Duración |  |
| 17.                                      | «Yummy (Summer Walker Remix)» (con Summer Walker) | Poo Bear      | 3:29     |  |
| 51:25                                    |                                                   |               |          |  |

| Japan deluxe edition bonus DVD |                       |                |          |  |
| N.º                            | Título                | Director(es)   | Duración |  |
| 1.                             | «Yummy» (music video) | Bardia Zeinali | 3:50     |  |
| 2.                             | «Yummy» (lyric video) |                | 3:23     |  |

## Posicionamiento en lista
| Gráfico (2020)                         | Pico de posición |
| -------------------------------------- | ---------------- |
| Australia (ARIA)                       | 2                |
| Bélgica (Ultratop Flandes)             | 3                |
| Bélgica (Ultratop Valonia)             | 5                |
| Canadá (Billboard Canadian Albums)     | 1                |
| Corea del Sur (Gaon)                   | 81               |
| República Checa (ČNS IFPI)             | 1                |
| Países Bajos (Album Top 100)           | 1                |
| Escocia (Scottish Albums Chart)        | 5                |
| Estonia (Eesti Tipp-40)                | 1                |
| Finlandia (Suomen virallinen lista)    | 5                |
| Francia (SNEP)                         | 9                |
| Alemania (Media Control Charts)        | 4                |
| Irlanda (IRMA)                         | 2                |
| Italia (FIMI)                          | 7                |
| Japón (Oricon)                         | 16               |
| México (AMPROFON)                      | 2                |
| Nueva Zelanda (RMNZ)                   | 2                |
| Noruega (VG-lista)                     | 2                |
| España (PROMUSICAE)                    | 2                |
| Suecia (Sverigetopplistan)             | 1                |
| Reino Unido (UK Albums Chart)          | 1                |
| Estados Unidos (Billboard 200)         | 1                |
| Estados Unidos (Rolling Stone Top 200) | 1                |

## Premios y nominaciones
| Año  | Premiación             | Categoría                | Resultado | Ref.          |
| ---- | ---------------------- | ------------------------ | --------- | ------------- |
| 2020 | People's Choice Awards | El Álbum del 2020        | Nominado  | [ 57 ]        |
| 2021 | Grammy Awards          | Mejor Álbum de Pop Vocal | Nominado  | [ 58 ]        |
| 2021 | Juno Awards            | Álbum del Año            | Nominado  | [ 59 ] [ 60 ] |
| 2021 | Juno Awards            | Álbum Pop del Año        | Ganador   | [ 59 ] [ 60 ] |

## Historial de Lanzamiento
| País   | Fecha                 | Formato | Discográfica | Ref.          |
| ------ | --------------------- | ------- | ------------ | ------------- |
| Varios | 14 de febrero de 2020 | CD      | Def Jam      | [ 33 ]        |
| Varios | 13 de marzo de 2020   | Casete  | Def Jam      | [ 61 ] [ 62 ] |